# Пермское суворовское военное училище
Пермское суворовское военное училище (ПСВУ) — военное образовательное учреждение среднего образования Министерства обороны Российской Федерации, расположенное в ЗАТО Звёздный Пермского края.
Училище подчиняется непосредственно командующему РВСН.

## История
Пермское суворовское военное училище первое из суворовских училищ, открытых на постсоветском пространстве, осуществляющее довузовскую общеобразовательную деятельность в системе Министерства обороны Российской Федерации, создано на основании приказа Министра обороны Российской Федерации от 18 апреля 2015 г. № 198. «О мерах по выполнению в МО РФ распоряжения Правительства Российской Федерации от 17 декабря 2014 г. № 2570-р», в котором было определено создать ПСВУ с началом образовательной деятельности 1 сентября 2015 г.
Местом дислокации учебного заведения определено ЗАТО Звёздный Пермского края.
С апреля 2015 г. на месте, где в прошлом размещались объекты 52-й Тарнопольско-Берлинской, орденов Богдана Хмельницкого II степени и Красной Звезды ракетной дивизии, 385-й гвардейской Краснознамённой Одесской, ордена Богдана Хмельницкого II степени артиллерийской бригады, велось строительство сооружений, связанных с жизнедеятельностью ПСВУ, формировались необходимые кадры, укомплектовывалась учебно-материальная база.
1 июля 2015 г. для сдачи вступительных экзаменов и прохождения медицинского отбора прибыла первая группа абитуриентов, поступающих на 1,2 и 3 курсы (5,6 и 7 классы) ПСВУ.
30 июля 2015 г. состоялось официальное утверждение герба ПСВУ в Главном геральдическом управлении Министерства обороны Российской Федерации.
29 августа 2015 г. суворовцы первого набора отправились армейской транспортной авиацией ВВС Министерства обороны Российской Федерации в ФГКОУ «Севастопольское президентское кадетское училище Министерства обороны Российской Федерации», в котором с 1 сентября 2015 г. начались плановые учебные занятия по программе обучения в ПСВУ. Целью передислокации являлось проведение оздоровительных и адаптационных мероприятий, а также завершения строительства первой очереди объектов ПСВУ на месте постоянной дислокации в ЗАТО Звёздный.
30 октября 2015 г. суворовцы первого набора прибыли из Севастополя в ЗАТО Звёздный к месту постоянной дислокации ПСВУ и приступили к плановым учебным занятиям.
3 ноября 2015 г. на плацу ПСВУ состоялся первый торжественный ритуал посвящения в суворовцы.
17 декабря 2015 г. состоялось официальное открытие ПСВУ. Училищу вручено знамя от имени Министра Обороны РФ генерала армии Шойгу С. К., знамя вручил заместитель Министра Обороны Российской Федерации, статс-секретарь Министерства обороны Российской Федерации генерал армии Панков Н. А. На торжественном мероприятии присутствовали Полномочный представитель Президента Российской Федерации в Приволжском федеральном округе Бабич М. В., губернатор Пермского края Басаргин В. Ф., Президент Республики Ингушетия Евкуров Ю. Б. и другие официальные лица.
9 мая 2016 г. суворовцы ПСВУ впервые приняли участие в параде войск Пермского гарнизона, посвящённого 71-й годовщине Победы советского народа в Великой Отечественной войне.
С 1 по 11 июня 2016 г. проходила первая в истории училища летняя учебная практика суворовцев на базе военной академии РВСН имени Петра Великого, Санкт-Петербургского суворовского военного училища и ПСВУ в рамках программы «Гарнизонная школа».
1 сентября 2016 г. отмечен первый на территории училища праздник Дня знаний, на котором присутствовали Полномочный представитель Президента Российской Федерации в Приволжском федеральном округе Бабич М. В., губернатор Пермского края Басаргин В. Ф., заместитель командующего РВСН по работе с личным составом генерал-майор Филатов А. М., руководители правительства и Законодательного собрания Пермского края.
17 декабря 2016 г. в Большом зале Пермской краевой филармонии состоялось торжественное мероприятие, посвящённое первой годовщине образования ПСВУ. Почётными гостями на празднике были: губернатор Пермского края Басаргин В. Ф., Главный федеральный инспектор по Пермскому краю Цветков И. Б., руководитель Федерального космического агентства генерал-полковник Перминов А. Н., заместитель командующего РВСН по тылу генерал-майор Чикунов А. В., руководители силовых ведомств, оборонных предприятий, представители ветеранских организаций. Перед суворовцами и гостями выступил с концертом Народный артист СССР, Герой Труда РФ Кобзон И. Д. с симфоническим оркестром Министерства Обороны Российской Федерации.
Март 2017 года — создание музея истории ПСВУ.
18 сентября 2017 г. на должность начальника ПСВУ назначен генерал-майор Братухин Николай Кириллович.
15 декабря 2017 г. перед центральным входом ПСВУ состоялось торжественное открытие памятника генералиссимусу Суворову А. В.
30 мая 2018 г. в ПСВУ состоялось торжественное открытие мемориального комплекса с пусковой установкой «Тополь». Ей присвоено имя первого и единственного маршала Российской Федерации, министра обороны Российской Федерации (1997—2001) Сергеева И. Д.
В июне 2018 г. в училище впервые получили аттестаты об основном общем образовании 77 суворовцев 9-х классов.
25 февраля 2020 г. ПСВУ посетили Министр обороны Российской Федерации генерал армии С. К. Шойгу и командующий РВСН генерал-полковник Каракаев С. В.
20 июня 2020 г. состоялся первый выпуск суворовцев ПСВУ.

## Начальники училища
- генерал-майор Батмазов Виктор Александрович (2015—2017)
- генерал-майор Братухин Николай Кириллович (с сентября 2017 года — по н.в.)[5]

## Деятельность
В Пермском суворовском военном училище будущих офицеров учат 3D-моделированию и легоконструированию в рамках общеобразовательной программы. В основе образовательного профиля обучения суворовцев является углублённое изучение математики, информатики и физики. Первый учебный год для суворовцев 5, 6 и 7-го классов начался в Севастополе, где ребята не только изучали школьные предметы, но и посетили места боевой славы легендарного города-героя. Вернувшись в Пермь через два месяца, 3 ноября 2015 года, все воспитанники произнесли на плацу торжественную клятву суворовца. Официальное открытие училища состоялось 17 декабря 2015 года — в День Ракетных войск стратегического назначения. В Пермском СВУ чтят и поддерживают славные традиции Ракетных войск стратегического назначения. У суворовцев есть широкие возможности для овладения знаниями.

## Образование
Пермское суворовское военное училище в настоящее время осуществляет образовательный процесс в соответствии с уровнями основной общеобразовательной программы: основное общее образование (нормативный срок освоения 5 лет) — 5-9 классы (386 обучающихся).
В перспективе ПСВУ будет реализовывать образовательные программы среднего общего образования (нормативный срок освоения 2 года) — 10-11 классы (160 обучающихся).
Организация учебного процесса осуществляется на основе учебного плана и рабочих программ учебных дисциплин. Обучение ведется на русском языке. Форма обучения — очная.
В соответствии с Федеральным законом от 31 июля 2020 г. № 304-ФЗ «О внесении изменений в Федеральный закон „Об образовании в Российской Федерации“ по вопросам воспитания обучающихся» в ФГКОУ «Пермское суворовское военное училище» осуществляется разработка рабочей программы воспитания обучающихся. Для создания программы привлекаются работники училища, представители отдела воспитания и социализации ГАУ ДПО «Институт развития образования Пермского края», родительская общественность и представители Совета самоуправления обучающихся ПСВУ. Рабочая программа воспитания и календарный план воспитательной работы будут включены в образовательную программу ПСВУ не позднее 1 сентября 2021 года (в соответствии с пунктом 2 статьи 2 указанного Федерального закона).